# پل دوثرتی
پل دوثرتی (انگلیسی: Paul Dougherty؛ زادهٔ ۱۲ مهٔ ۱۹۶۶) بازیکن فوتبال اهل ایالات متحده آمریکا است.
از باشگاه‌هایی که در آن بازی کرده‌است می‌توان به باشگاه فوتبال نیویورک رد بولز، باشگاه فوتبال کلرادو رپیدز، باشگاه فوتبال تورکی یونایتد، باشگاه فوتبال چلتنهام تاون، شیکاگو فایر، باشگاه فوتبال ولورهمپتون واندررز، و باشگاه فوتبال مونترال اشاره کرد.